# Будаи, Ласло
Ла́сло Бу́даи (венг. Budai László, при рождении Ла́сло Бе́днарик — венг. Bednarik László; 19 июля 1928, Будапешт, Венгрия — 2 июля 1983, Будапешт) — венгерский футболист и футбольный тренер. Выступал на позиции нападающего, игрок сборной Венгрии. Будаи родился в Будапеште и играл в качестве полузащитника и форварда за ФК «Ференцварош», «Гонвед» и «Венгрию». В 1950-е годы он был членом легендарной венгерской национальной команды, известной как «могучие венгры». Среди других членов команды были Ференц Пушкаш, Золтан Цибор, Шандор Кочиш, Йожеф Божик и Нандор Хидегкути. В его честь был назван стадион Rákospalotai EAC.

## Клубная карьера
За свою карьеру Будаи выиграл четыре чемпионских титула Венгрии. Первый из них был завоёван в 1949 году в ФК «Ференцварош», где товарищами Будаи по команде были Золтан Цибор и Шандор Кочиш. В январе 1949 года, когда Венгрия стала коммунистическим государством, «Ференцварош» был признан непригодным для того, чтобы стать армейским или полицейским клубом, из-за своих правых и националистических традиций. «Ференцварош» сменил ÉDOSZ, профсоюз работников пищевой промышленности, и их лучшие игроки, включая Будаи, Цибора и Кочиша, были призваны в армейскую команду «Гонвед». В составе «Гонведа» Будаи выиграл ещё три титула лиги и Кубок Митропы.
В декабре 1953 года награждён орденом Труда «за достижения в области футбола и ряд одержанных побед» и за победу над сборной Англии в выездной товарищеской игре.

## Достижения
- Олимпийский чемпион: 1952
- Вице-чемпион мира: 1954
- Обладатель Кубка Центральной Европы: 1953
- Чемпион Венгрии: 1949, 1952, 1954, 1955
- Обладатель Кубка Митропы: 1959